# سیبیلا ۱۶۸

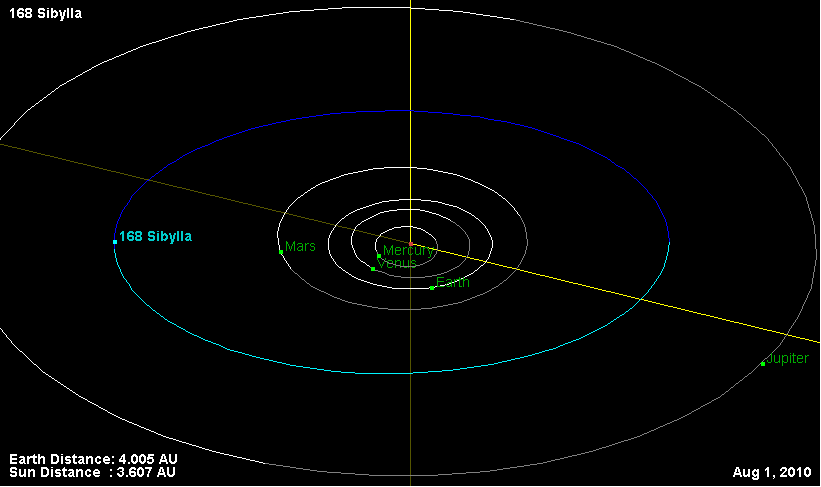
نمایی از محل قرارگیری سیارک سیبیلا ۱۶۸ در مدار – ۲۰۱۰

سیارک ۱۶۸ (به انگلیسی: 168 Sibylla) صد و شصت و هشتمین سیارک کشف شده‌است که در ۲۸ سپتامبر ۱۸۷۶ کشف شد.
قدر مطلق سیارک برابر ۷٫۹۴ است.